# وادي الحنداج

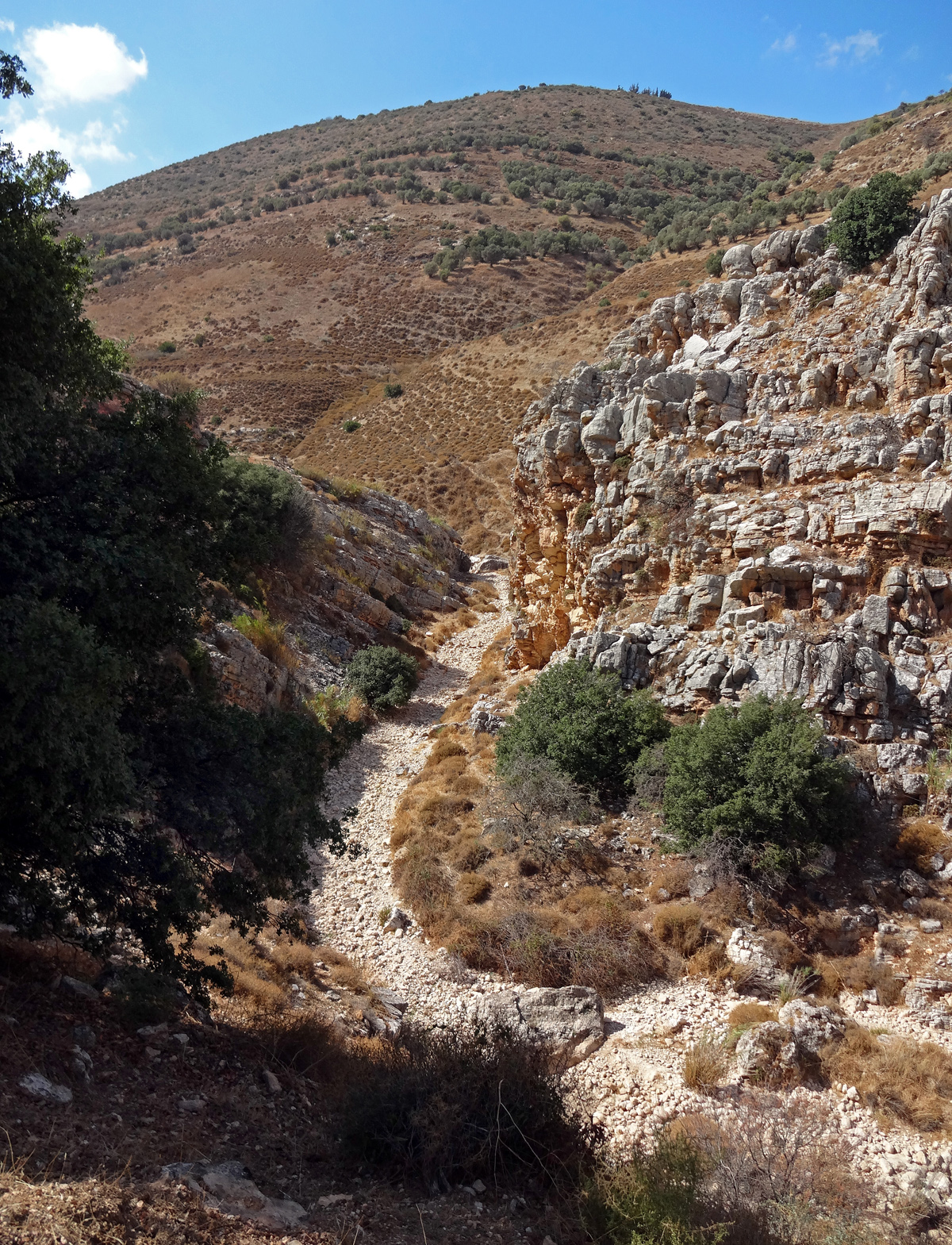

وادي الحنداج (بالعبرية: نَحَل دِيشُون נחל דישון) هو أكبر الأودية في الجليل الأعلى الشرقي لجبل الجرمق، يبدأ من المنحدرات الشرقية لجبل ميرون، ويبلغ طوله حوالي 26 كيلومترًا، وينتهي حيث يصب في نهر الأردن (سابقًا في بحيرة الحولة)، شمال جسر هفك.
.

## التسمية
يحمل وادي الحنداج عدة تسميات، منها: وادي الحنداج، وادي الهنداج، جزاير الحنداج، وادي العرايس. يُقال إن تسمية "وادي العرايس" جاءت بسبب التكوينات الصخرية التي تصطف على ضفته الجنوبية، والتي تشبه العرائس، بالإضافة إلى خصوبة تربته التي تنبت فيها نباتات وأزهار متنوعة. هناك فرضية أخرى تربط الاسم باسم الشاعر امرئ القيس، حيث كان اسمه الأصلي حُندُج بن حجر الكندي.

## الجغرافيا
يجري وادي الحنداج عبر الجليل الأعلى، مارًا بعدة قرى قبل أن يصب في بحيرة الحولة. يحده من الغرب المنحدرات الشرقية لجبل الجرمق، إلى جانب القريتين المهجَّرتين سعسع وكفر برعم، بينما تحدّه من الشمال صلحا وديشوم، وهما أيضًا قريتان مهجَّرتان. أما من الجنوب، فيحده وادي خربة المنطار المهجَّر ووادي الجاعونة، بينما يقع وادي اللوز شمالًا.
يمر عدةينابيع في الوادي ، أبرزها عين ديشوم وعين كفر برعم. حتى عام 1948، كان وادي الحنداج دائم الجريان، لكن اليوم يتم ضخ مياهه إلى محطة عين أفيف التابعة لشركة ميكوروت. يتميز الوادي بتشكيلات جيولوجية متنوعة، ويشهد تدفقًا مائيًا غزيرًا خلال فصلي الشتاء والربيع.
تتفرع عن الوادي ثلاثة روافد رئيسية:
- وادي كفر برعم
- وادي الجش
- وادي ضبيع، الذي يقع بين سعسع والجش.

القرى والبلدات المحيطة
يمرَّ وادي الحنداج عبر عدة قرى وبلدات في منطقة الجليل، من أبرزها قرية الحنداج، التي هجرت وأُزيلت بعد عام 1948. كانت هذه القرية تقع شمال شرق صفد، على بُعد حوالي 11 كيلومترًا منها، وعلى ارتفاع يتراوح بين 100 و125 مترًا فوق سطح البحر.
إلى جانب ذلك، شمل مسار الوادي قرى وبلدات أخرى، منها ديشوم، علما، الحسينية، تليل، فارة، الريحانية، ماروس، قباعة، هَراوي، الملاحة، وتليل، بالإضافة إلى مضارب عرب الزبيد، التي كانت تنتشر في المنطقة المحيطة بالوادي.

## التهجير
هُجِّر سكان وادي الحنداج خلال نكبة فلسطين في 26 أيار/مايو 1948.

## البيئة والنباتات
يحتضن الوادي تنوعًا نباتيًا، حيث تنمو فيه أشجار برية مثل الزمزريق، وأخرى مزروعة من قِبل الصندوق القومي اليهودي، مثل السرو الأريزوني، الأرز الأطلسي، وأنواع مختلفة من الصنوبر.

## معرض الصور

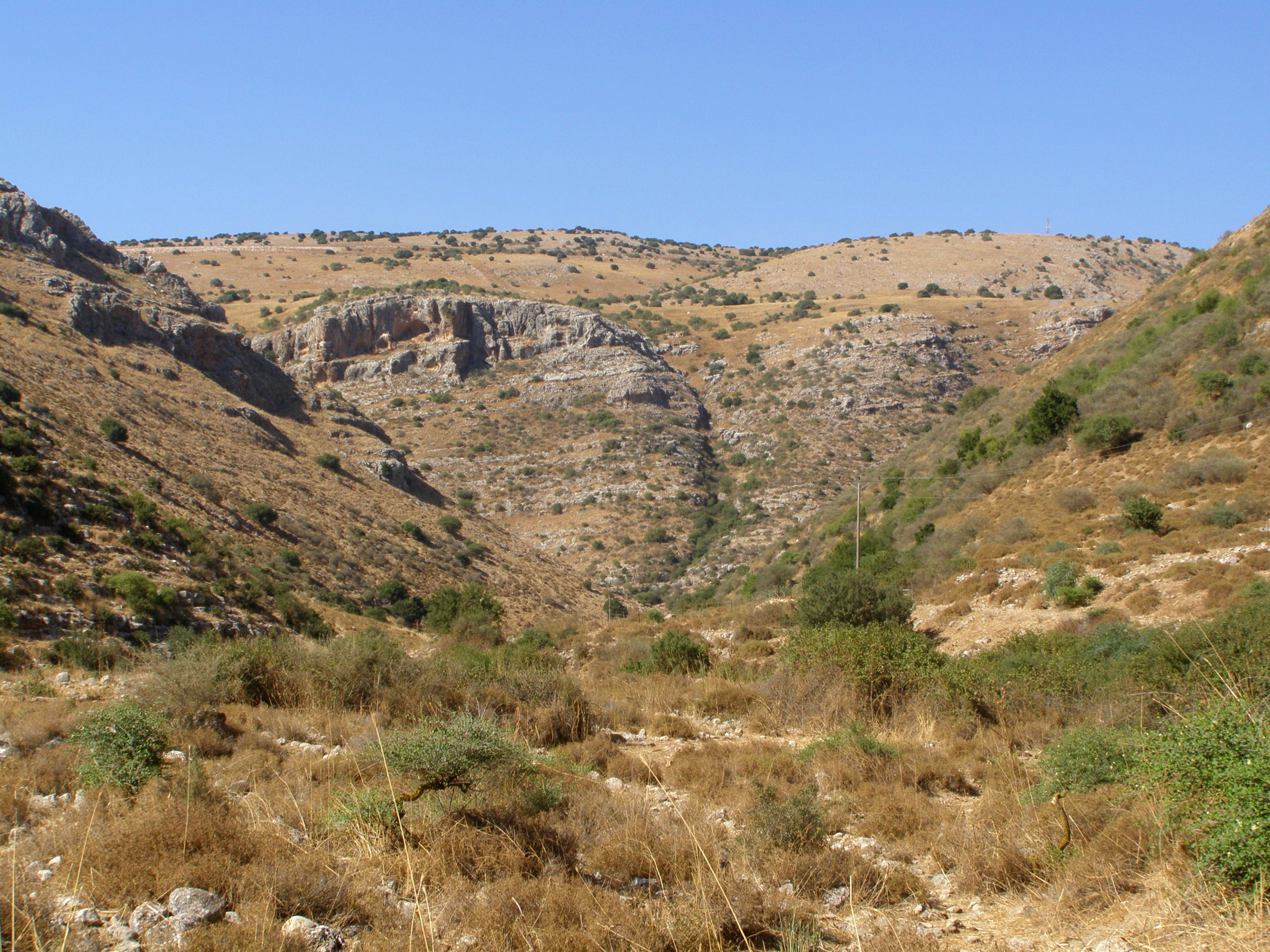
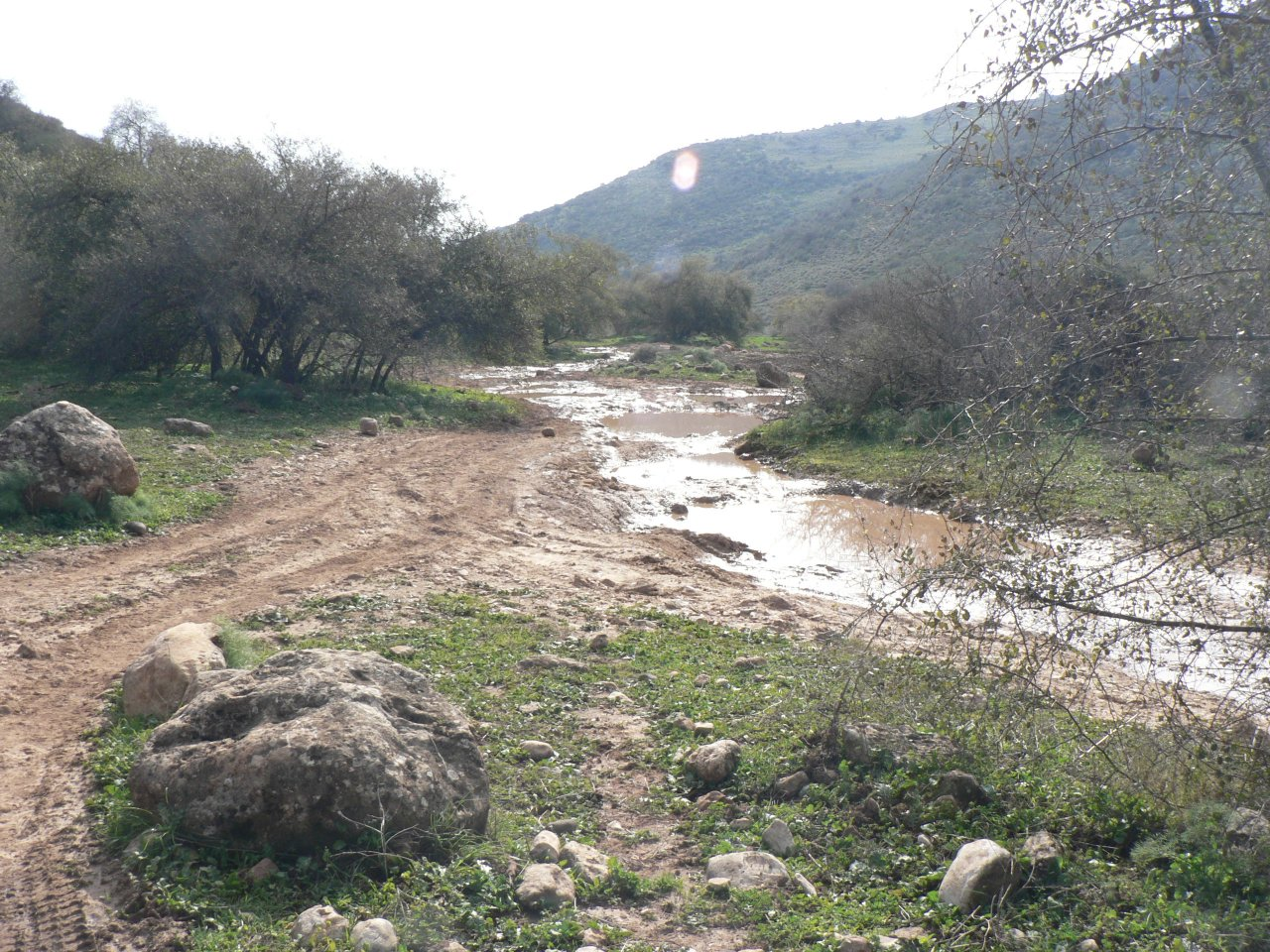
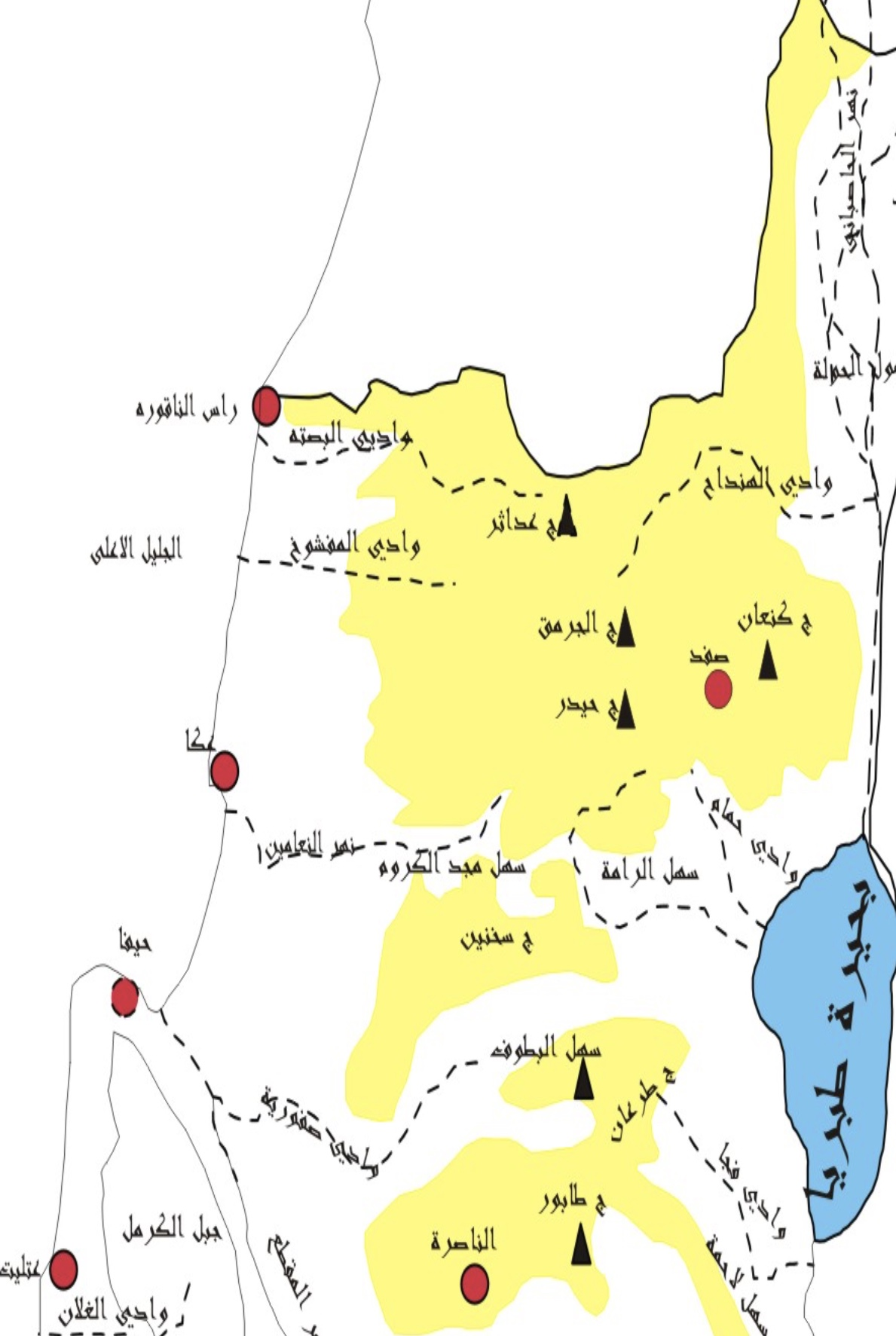

- ملف:נחלדישון2011.jpg